# Сикоракса (спутник)
Сикоракса (Sycorax) — внешний спутник Урана с ретроградным вращением по сильно вытянутой орбите. Открыт в 1997 астрономами Паломарской обсерватории (Калифорния, США). Известен также под обозначениями «Uranus XVII» и «S/1997 U 2». Одновременно с Сикораксой был открыт спутник Урана Калибан.
В том случае, если размеры спутника оценены правильно, он является шестым по величине спутником Урана и занимает переходное положение между основными и мелкими спутниками. Спутник обращается в обратном направлении по «неправильной» сильно вытянутой и наклонной орбите. Сикоракса, предположительно, состоит из смеси льда и горных пород.

Анимация орбитального движения
Сикораксы вокруг
Урана относительно других внешних спутников (
Франциско,
Калибан,
Стефано,
Тринкуло)

Сикоракса имеет необычный для спутников Урана красноватый цвет, характерный для объектов пояса Койпера; возможно, спутник был захвачен притяжением Урана.
Сикоракса названа по имени персонажа пьесы Уильяма Шекспира «Буря».